# Laude
Laude o sentència arbitral
és la resolució que dicta un àrbitre i que serveix per a dirimir un conflicte entre dues o més parts. L'equivalent al laude en l'ordre és la sentència, que és la que dicta un jutge. La diferència entre tots dos resideix en el fet que, mentre que la jurisdicció del jutge ve marcada per la llei, la jurisdicció de l'àrbitre és dictada per l'autonomia de la voluntat: per tant l'arbitratge ha d'ésser acceptat per les parts, ja sia prèviament, mitjançant un contracte, o posteriorment com a forma de resoldre el litigi.
Per a l'execució del laude arbitral és necessari de recórrer a un jutge, el qual té la potestat d'ordenar-lo i, si s'escau, forçar-ne el compliment. Si el laude ha estat dictat conformement al dret, el jutge no entrarà en el contingut d'aquest i, simplement, ordenarà la seva aplicació; per aquesta raó un laude no té ha pas d'estar fonamentat en dret. Les parts poden haver acordat que l'arbitratge s'hagi resolt basant-se en criteris d'equitat. Cal distingir entre tres grups de laudes:
1. Laudes totals o parcials.
2. Laudes definitius o ferms.
3. Laudes de dret o equitat.